# Code Lyoko: Evolution
Code Lyoko: Evolution (en español Código Lyoko: Evolución) es una serie derivada en acción en vivo, la cual se considera como la quinta temporada de la serie de televisión francesa Code Lyoko creada por MoonScoop. Se estrenó el 19 de diciembre del 2012 en Francia. La temporada tiene 26 episodios. Antes de su estreno se había lanzado un videojuego social en Facebook. Su doblaje oficial al español latino se estrenó el 29 de abril del 2025 por el Canal Once de México.

## Diferencias con la serie animada
Los personajes son interpretados por actores reales, así como los lugares en la Tierra, pero en Lyoko siguen en animación CGI 3D. MoonScoop inició un pequeño casting para chicos y chicas franceses de edades comprendidas entre los 14 y los 18 años, para decidir quién iba a interpretar en el mundo real a los personajes de la serie. El casting terminó el 1 de abril del 2012 y los adolescentes que interpretarían a los personajes de la serie fueron seleccionados y se conocieron. El rodaje empezó el 2 de julio del 2012 y a partir de ese momento grabaron ocho semanas seguidas terminando el 30 de agosto, pero la animación 3D acabó en noviembre del 2012, y el primer episodio se estrenó en Francia el 19 de diciembre del 2012.
XANA vuelve a la serie. Los Ninjas son unos nuevos enemigos que fueron confirmados hace un tiempo, controlados por el profesor Tyron, un nuevo antagonista añadido en Code Lyoko: Evolution que estaba previsto que se añadiera en la 4ª temporada con el nombre de Alan Meyer pero no había espacio para él. Hay un nuevo territorio llamado Cortex, una nueva Replika de Code Lyoko: Evolution creada por el profesor Tyron y conectada directamente con su superordenador. El suelo de este territorio está compuesto de elementos que se conectan a los módulos entre sí para formar el panorama mundial. Este suelo cambia, con lo que los Guerreros de Lyoko necesitarán un nuevo vehículo: el Megapod. Cortex está compuesto de muchos ejes y tubos que rodean a una pequeña Replika planetaria, donde se encuentra su núcleo. En este sector Aelita encuentra indicios de su madre, Anthea Hopper, donde la vuelve a encontrar después de mucho tiempo, pero no se llegan a ver en persona. Otra de las grandes novedades es que hay una séptima protagonista interpretada por Pauline Serieys, y se llama Laura Gauthier.

## Reparto original y doblaje
Estos son los actores que interpretan a los personajes en Code Lyoko: Evolution y sus correspondientes voces en el doblaje al español en Latinoamérica.
| Personaje                            | Actor/Actriz        | Doblaje hispanoamericano |
| ------------------------------------ | ------------------- | ------------------------ |
| Jeremie Belpois                      | Marin Lafitte       | Alex Villamar            |
| Aelita Schaeffer                     | Léonie Berthonnaud  | Paola Barajas            |
| Odd Della Robbia                     | Gulliver Bevernaege | Mateo Mendoza Chirino    |
| Ulrich Stern                         | Quentin Merabet     | Noé Velázquez            |
| Yumi Ishiyama                        | Mélanie Tran        | Liliana Barba            |
| William Dunbar                       | Diego Mestanza      | Victor Ugarte            |
| Laura Gauthier                       | Pauline Serieys     | Ana Lobo                 |
| Jim Morales                          | Bastien Thelliez    | Jorge Ornelas            |
| Jean-Pierre Delmas                   | Eric Soubelet       | Óscar Gómez              |
| Suzanne Hertz                        | Sophie Fougère      | Doris Vargas             |
| Elisabeth "Sissi" Delmas             | Clemency Haynes     | Adriana Núñez            |
| Franz Hopper / Waldo Franz Schaeffer | Hugues Massignat    |                          |
| Anthea Hopper                        | Sandrine Rigaux     | Lidia Mares              |
| Profesor Tyron                       | Franck Beckmann     | Olin Garcés              |
| Samantha Suárez                      | Louise Vallat       |                          |

## Episodios
| # | Título en español                    | Título original                  | Fechas de estreno                                                                                      | Producción |
| --- | ------------------------------------ | -------------------------------- | --- | ---------- |
| 1 | «XANA 2.0»                           | "XANA 2.0"                       | 19 de diciembre del 2012 (Internet) 5 de enero del 2013 (France 4) 29 de abril del 2025                | 501        |
| Ha pasado un año desde que el grupo derrotara a XANA, la inteligencia artificial que amenazaba al mundo. Pero a Aelita le pareció ver un rastro de XANA por la mañana. Jeremie se niega a creerlo, pero el timbre del colegio hace un chirrido extraño y explota ante los ojos de todos. Después de un breve vistazo, los Guerreros de Lyoko están de acuerdo: Algo está mal. Dejando a William, deciden ir a Lyoko a comprobar que todo esté bien y a ver si encuentran alguna respuesta… Cuando Jeremie les pide que vuelvan a la Tierra, el superescáner detecta algo tan familiar como funesto: una torre acaba de activarse. La torre acaba de aparecer en el sector 5. Aelita y Odd deciden ir a desactivarla, pero tres megatanques están en camino… ¿Conclusión de todo esto? ¡Los Guerreros de Lyoko vuelven a la carga! |                                      |                                  | |            |
| 2 | «Cortex»                             | "Cortex"                         | 5 de enero del 2013 1 de mayo del 2025                                                                 | 502        |
| Jeremie encuentra una manera de recrear el Skidbladnir, por lo que el equipo puede averiguar en qué Replika el recientemente reactivado XANA se esconde. William se siente profundamente apenado por lo que había estado haciendo en los últimos meses, mientras que estaba bajo el control de XANA, pero se dio cuenta de que algo muy malo pasaba con XANA ya que Odd queda atrapado en Kadic por Jim. En Lyoko, después de abordar el Skid, rápidamente viajan a través del Mar digital y llegan a la Replika nueva: Cortex, que Jeremie ha encontrado llena de señales de XANA. |                                      |                                  | |            |
| 3 | «Espectromanía»                      | "Spectromania"                   | 5 de enero del 2013 6 de mayo del 2025                                                                 | 503        |
| XANA envía un espectro polimórfico a la Tierra en forma de un alumno y ataca a los Guerreros de Lyoko, y éstos empiezan a sentirse mal. En Lyoko, Ulrich y Aelita son desvirtualizados rápidamente, y para sorpresa de todos, Yumi desactiva la torre. Aun así, los problemas no vienen solos, y XANA consigue activar una segunda torre y desvirtualiza a Yumi. Odd la desactiva, por sorpresa de todos también. Jeremie descubre que todos los Guerreros son capaces de deshabilitar torres gracias a los códigos fuentes que les implantó XANA, y que les ayuda a descubrir que XANA ha recuperado el 75% de su poder. |                                      |                                  | |            |
| 4 | «Señorita Einstein»                  | "Madame Einstein"                | 19 de enero del 2013 8 de mayo del 2025                                                                | 504        |
| Llega una nueva a Kadic llamada Laura. Es inteligente como Jeremie, tanto en la ciencia como en la informática. Además, descubre el superordenador y ayuda a depurar un programa de Jeremie. Los Guerreros de Lyoko hacen un segundo viaje a Cortex, y con un nuevo vehículo para el sector cambiante: el Megapod. Al final, hacen una votación para decidir si se queda Laura, pero como Aelita vota en contra hacen una vuelta al pasado. |                                      |                                  | |            |
| 5 | «Rivalidad»                          | "Rivalité"                       | 26 de enero del 2013 13 de mayo del 2025                                                               | 505        |
| XANA crea un clon polimórfico de William, que abraza a Yumi y le empieza a robar códigos fuente. La torre está en el sector del desierto. Pero hay una trampa: una tarántula es invisible. Odd desactiva la torre y el clon desaparece. Más tarde revisan los códigos fuente: Aelita: 88%, Odd: 68%, Ulrich: 75%, Yumi: 79%, XANA ha recuperado el 75% de su poder. Odd recibe una llamada, y otra torre se activa en el sector de las montañas. XANA toma el control de la telefonía móvil. Como Aelita, Odd y Yumi ya habían ido a Lyoko, deciden que William vaya con Ulrich a Lyoko a pesar de las dudas y la rivalidad entre ellos. Ulrich casi cae al Mar digital, pero William lo salva. Ulrich desactiva la torre. |                                      |                                  | |            |
| 6 | «Sospecha»                           | "Soupçons"                       | 2 de febrero del 2013 15 de mayo del 2025                                                              | 506        |
| Los Guerreros de Lyoko vuelven a Cortex, esta vez con William en el Skid. Aelita quiere encontrar más datos de su padre allí. Mientras tanto, en la Tierra, Japón ha sufrido una gran tormenta y Yumi decide quedarse en Kadic con otro estudiante, Rémy. Más tarde XANA activa una torre y crea tres espectros polimórficos de Rémy. |                                      |                                  | |            |
| 7 | «Cuenta atrás»                       | "Compte-à-rebours"               | 9 de febrero del 2013 20 de mayo del 2025                                                              | 507        |
| Mientras que una torre se activa el sector del desierto de Lyoko, Jeremie envía a los Guerreros de Lyoko para desactivarla, pero se enfrentan a un muro de bloques, y todos son desvirtualizados. Odd ha permanecido en la escuela para ver a su ex, Samantha, que estará en Kadic durante un trimestre. Pero Odd se ve atrapado por un clon polimórfico de XANA, con efectos secundarios muy desafortunados en su habla: no puede decir nada coherente y mezcla palabras. Los Guerreros de Lyoko no tienen otra opción que encontrar y enviar a Odd a Lyoko para destruir el muro y poner fin al ataque de XANA. Mientras tanto, Aelita y Jeremie ponen en marcha el análisis de los archivos recuperados en el corazón de Cortex, incluyendo un video que revela quién está detrás del superordenador que permitió la resurrección de XANA. |                                      |                                  | |            |
| 8 | «Virus»                              | "Virus"                          | 16 de febrero del 2013 22 de mayo del 2025                                                             | 508        |
| Para hacer un virus que sea usado en Cortex, Jeremie decide llamar a Laura para que lo ayude, y luego hacer una vuelta al pasado. Mientras prueban el virus, Laura tiene algo de recuerdos de lo que hizo en la fábrica. En Cortex, Odd, Ulrich y Yumi viajan al centro, pero Odd es desvirtualizado por Jeremie cuando se resbala y estuvo a punto de caer al Mar digital. Además, para empeorar las cosas, aparecen unos nuevos monstruos en Cortex: los ninjas, que desvirtualizan a Yumi y más tarde a Ulrich entre todos los que estaban. |                                      |                                  | |            |
| 9 | «Cómo engañar a XANA»                | "Comment tromper XANA"           | 23 de febrero del 2013 27 de mayo del 2025                                                             | 509        |
| Para engañar a XANA de que coja más códigos fuente, a Jeremie se le ocurre la idea de poner códigos trampa a uno de ellos, y Ulrich sale como voluntario. XANA activa una torre, y ahora el espectro en lugar de abrazar, lo que hace es “hipnotizar”. |                                      |                                  | |            |
| 10 | «El despertar del guerrero»          | "Le réveil du guerrier"          | 2 de marzo del 2013 29 de mayo del 2025                                                                | 510        |
| Los Guerreros de Lyoko necesitan volver a Cortex para obtener más información de esa Replika. Pero parece peligrosa misión contra las ágiles y precisas “criaturas negras” que protegen el núcleo. Y a pesar de todo, Ulrich tiene una competencia de karate con alumnos de otro colegio. |                                      |                                  | |            |
| 11 | «La cita»                            | "Rendez-vous"                    | 9 de marzo del 2013 3 de junio del 2025                                                                | 511        |
| XANA lanza un ataque inusual activando y desactivando aleatoriamente dos torres. Mientras los Guerreros de Lyoko tratan de desactivar las dos torres, Aelita cae en una trampa por un espectro que se hace pasar por su madre Anthea Hopper. Jeremie es el único que puede ayudar. A medida que el genio va a ayudar a Aelita, Laura toma el control del superordenador y guía magistralmente la misión en Lyoko. |                                      |                                  | |            |
| 12 | «Caos en Kadic»                      | "Chaos à Kadic"                  | 16 de marzo del 2013 5 de junio del 2025                                                               | 512        |
| Un gran virus informático crea caos general en Kadic. La nota de los alumnos se mezclan, entre otras cosas. Advertido de un ataque de XANA, Jeremie virtualiza a los Guerreros de Lyoko pero no encuentran la torre activada. Gracias a Laura se descubre que el ataque viene de Cortex. Mientras que los Guerreros de Lyoko van allí para desactivar la torre, Laura, para evitar ser retirada de la escuela por sus padres, decide llevar a su padre a la fábrica para mostrarle el laboratorio de Jeremie y convencerlo para permanecer en Kadic. |                                      |                                  | |            |
| 13 | «Viernes 13»                         | "Vendredi 13"                    | 23 de marzo del 2013 10 de junio del 2025                                                              | 513        |
| Odd piensa que es el único ganador del premio mayor de la lotería, pero realmente tiene que compartir sus ganancias con varios millones de ganadores. Jeremie se da cuenta de que la lotería es una trampa de XANA. Pero este ataque es para despistar al grupo: XANA ha puesto un virus al Skid. |                                      |                                  | |            |
| 14 | «Intrusión»                          | "Intrusion"                      | 30 de marzo del 2013 12 de junio del 2025                                                              | 514        |
| Jeremie y Aelita han creado un virus que pretenden introducir en Cortex. Para ello todos los Guerreros de Lyoko, excepto Ulrich que está enfadado con Yumi, viajan a Cortex. Cuando llegan al núcleo Alelita introduce un programa señuelo y el virus. Entonces aparecen varios Ninjas, que son derrotados sin dificultad. Los Guerreros de Lyoko vuelven al Skid; sin embargo, un Ninja les sigue… |                                      |                                  | |            |
| 15 | «Los códigos Sans (Los sin-códigos)» | "Les sans-codes"                 | 6 de abril del 2013 17 de junio del 2025                                                               | 515        |
| Odd se encontraba paseando por el parque, cuando de repente aparece un espectro polimórfico y le quita todos sus códigos. Debido a esto XANA recupera el 85% de su poder. Además, XANA vuelve a lanzar otro ataque… |                                      |                                  | |            |
| 16 | «Confusión»                          | "Confusion"                      | 13 de abril del 2013 19 de junio del 2025                                                              | 516        |
| XANA ha lanzado varios ataques muy raros (cada ataque duró unos pocos segundos). Laura y los Guerreros de Lyoko no saben que ocurre. Al investigar descubren que algo raro pasa en Cortex… |                                      |                                  | |            |
| 17 | «Un futuro profesional seguro»       | "Un avenir professionnel assuré" | 20 de abril del 2013 24 de junio del 2025                                                              | 517        |
| Tyron envía a un hombre llamado Graven a la escuela donde estudian los Guerreros de Lyoko. Jeremie y Aelita se dan cuenta de que hay una baliza (aparato de rastreo) en Lyoko. Sin embargo, cuando intentan destruirla surgen complicaciones. Además, Laura es interrogada por el secuaz de Tyron, el cual le ofrece un trabajo muy importante y bien pagado si delata a sus amigos. |                                      |                                  | |            |
| 18 | «Insistencia»                        | "Obstination"                    | 27 de abril del 2013 26 de junio del 2025                                                              | 518        |
| Tras completar el virus para acabar con XANA, Aelita llega a Cortex para lanzarlo. Sin embargo, la misión se aborta cuando se activa la webcam de Tyron y Aelita ve a su madre trabajando junto a él. |                                      |                                  | |            |
| 19 | «La trampa»                          | "Le piège"                       | 5 de mayo del 2013 (iTunes) 12 de diciembre del 2013 (Canal J) 1 de julio del 2025                     | 519        |
| Aelita quiere encontrar y saber donde está su madre, Anthéa Hopper, así que Jeremie le aconseja buscar en las redes sociales para que más personas la puedan ayudar. Mientras tanto Jeremie junto con los demás deciden intentar capturar un espectro, pero nada sale como esperaban… |                                      |                                  | |            |
| 20 | «Espionaje»                          | "Espionnage"                     | 13 de diciembre del 2013 (Canal J) 27 de julio del 2013 (primer estreno mundial)) 3 de julio del 2025  | 520        |
| Jeremie ha creado un programa para hackear la red de vigilancia de Tyron, con el objetivo de tratar de establecer contacto con la madre de Aelita. Los Guerreros de Lyoko se dirigen a Cortex para instalar este programa. Pero intervienen los Ninjas y un sistema de seguridad, Jeremie no había predicho que la operación falle. La cámara de Tyron está hackeada por Jeremie, pero es imposible conseguir la señal para alcanzar el laboratorio de la fábrica. Por lo tanto, Aelita decide quedarse en Cortex para espiar la cámara directamente. Para justificar su ausencia en la escuela, Jeremie crea un clon polimórfico muy apresurado e imperfecto de Aelita que plantea aún más problemas para ellos. Pero al final, Aelita tiene tiempo suficiente para ver a su madre de nuevo y entrar en contacto, aunque no por mucho tiempo, pero lo suficiente como para informarle de que ella está viva. Aelita conserva algunos sentimientos positivos fuertes después de este evento.                                                                                  |                                      |                                  | |            |
| 21 | «Caras falsas»                       | "Faux-semblants"                 | 14 de diciembre del 2013 (Canal J) 28 de julio del 2013 (primer estreno mundial)) 8 de julio del 2025  | 521        |
| Mientras los Guerreros de Lyoko se preparan para disfrutar de una tarde soleada, XANA lanza un ataque. Aparece un espectro con la forma de… ¡los mismos Guerreros de Lyoko! Aunque constantemente el espectro cambia de forma. Además, no solo tendrán que luchar contra los espectros en la Tierra, sino que también tendrán que hacerlo en Lyoko. |                                      |                                  | |            |
| 22 | «Motín»                              | "Mutinerie"                      | 15 de diciembre del 2013 (Canal J) 29 de julio del 2013 (primer estreno mundial)) 10 de julio del 2025 | 522        |
| Laura no entiende por qué Jeremie no quiere ejecutar el virus en el superordenador de Cortex para destruir a XANA de una vez por todas. Así que decide hacer lo que está intentado hacer Jeremie. Ella convence a William para ayudar a su acto en secreto. William está convencido de que ella lo va a hacer mejor que los demás y que va a evitar una catástrofe global desde el comienzo. Pero una vez que se produzcan en Cortex, aparece la Scyphozoa y William es poseído por XANA… a medias. |                                      |                                  | |            |
| 23 | «La tristeza de Jeremy»              | "Le blues de Jérémie"            | 16 de diciembre del 2013 (Canal J) 30 de julio del 2013 (primer estreno mundial)) 14 de julio del 2025 | 523        |
| Jeremie ha sido engañado por XANA. Después de una desastrosa misión, ¡se encuentran sin el Skid y holoescáner! Están a merced de XANA, más vulnerable que nunca. Jeremie demuestra por primera vez que se siente incapaz de hacer frente a la situación. Aelita debe tomar cartas en el asunto y atacar a XANA… |                                      |                                  | |            |
| 24 | «Paradoja temporal»                  | "Paradoxe temporel"              | 17 de diciembre del 2013 (Canal J) 31 de julio del 2013 (primer estreno mundial)) 16 de julio del 2025 | 524        |
| Luego de que van a desactivar una torre en Cortex, Aelita, Odd y Ulrich caen en una trampa tendida por Tyron. Quedan atrapados en una extraña esfera que los transporta a un par de horas antes de la clase de gimnasia. Allí se dan cuenta de que están atrapados en una especie de bucle temporal. Sólo queda una solución: Advertir a Jeremie. Pero… ¿cómo lo harán si ya no están en la misma dimensión espacio-temporal? |                                      |                                  | |            |
| 25 | «Catástrofe»                         | "Hécatombe"                      | 18 de diciembre del 2013 (Canal J) 1 de agosto del 2013 (primer estreno mundial)) 22 de julio del 2025 | 525        |
| Mientras Yumi y Aelita están en una misión en Cortex, un espectro va a atacar a la academia Kadic. Odd y Ulrich están incomunicados, por lo que las chicas se ven obligadas a desactivar la torre. Desafortunadamente, Yumi es desvirtualizada… Las cosas se ponen difíciles porque el espectro le quita nuevamente todos los códigos a Odd y luego a Ulrich. Aelita es la última capaz de desactivar la torre, ya que todos han perdido sus códigos en la masacre de XANA… |                                      |                                  | |            |
| 26 | «Última misión»                      | "Ultime mission"                 | 19 de diciembre del 2013 (Canal J) 2 de agosto del 2013 (primer estreno mundial)) 24 de julio del 2025 | 526        |
| Los Guerreros de Lyoko se encuentran en Cortex para lanzar el virus en el superordenador de Tyron. Ésta debe ser su última misión que les permitirá destruir a XANA. Pero es un fracaso. Deben esperar doce horas para revirtualizarse, regresan a Cortex a completar su misión. Pero se produce un evento inesperado. ¡Tyron llega a Kadic y demuestra ser el tutor legal de Aelita porque se casó con Anthéa Hopper! Él la pone frente a una terrible elección: Tyron la ayudará a encontrar a su madre si aceptan no activar el virus. Aelita elige el virus, convencida de que su madre estaría de acuerdo con ella. Las cosas se le escapan, y tratando de evitar a toda costa para ver a su superordenador destruido por un virus, Tyron decide apagarlo. Los Guerreros de Lyoko también apagan el superordenador de la fábrica, paralizando a XANA. ¡Lo han logrado! El superordenador de Tyron no está destruido, pero está apagado junto con XANA. Pero… que pasaría si pudiera reactivarlo y contrarrestar el virus… Los Guerreros de Lyoko deben estar en guardia. |                                      |                                  | |            |